# کارلسروهه (ناحیه)
کارلسروهه (به آلمانی: Landkreis Karlsruhe) یک ناحیه در آلمان است که در بادن-وورتمبرگ واقع شده‌است. کارلسروهه  ۴۲۴٬۲۷۶ نفر جمعیت دارد.